# John Emms (schaker)

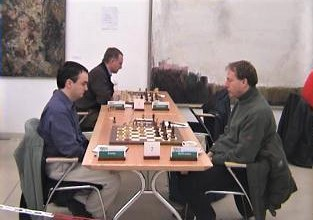
John Emms - Nick de Firmian, februari 2001 in Solingen.

John Emms (14 maart 1967) is een Britse schaker met FIDE-rating 2463 in mei 2016.  Hij is sinds 1995 een grootmeester (GM). Tevens is hij auteur van schaakboeken. 
In 2004 werd hij trainer van een vrouwenteam in de 36e Schaakolympiade in Mallorca. 
In juli 1999 bereikte hij de FIDE-rating 2586, zijn persoonlijk record. 
Emms speelde met het Engelse nationale team in de Schaakolympiades van 2000 en 2002 en in 1999 in het  Europees schaakkampioenschap voor landenteams.
Emms speelde in augustus 2005 mee in het toernooi om het kampioenschap van Groot-Brittannië "Smith & Williamson" en eindigde met 7½ pt. uit 11 op een gedeelde derde plaats. De Schot Jonathan Rowson werd kampioen met 8½ pt. uit 11.

## Schaakverenigingen
Van 1995 tot 1997 speelde hij in de Duitse bondscompetitie voor PSV/BSV Wuppertal en van  1999 tot 2005 voor SG Solingen. Zes keer won hij de Four Nations Chess League (4NCL): 1993/94 met Invicta Knights Maidstone, 2002/03, 2004/05 en 2005/06 met Wood Green, 2010/11 met Pride and Prejudice en 2011/12 weer met  Wood Green. Met de  Invicta Knights Maidstone nam hij vier keer deel aan de European Club Cup.

## Boeken
- Emms, J. (1998). Easy Guide to the Nimzo-Indian. Everyman Chess. ISBN 1-85744-513-9.
- Emms, J. (1998). The French Tarrasch. Batsford. ISBN 0-7134-8461-6.
- Emms, J. (1999). Easy Guide to the Ruy Lopez. Everyman Chess. ISBN 1-85744-220-2.
- Nunn, John, Gallagher, Joe, Emms, J., Burgess, Graham (1999). Nunn's Chess Openings. Everyman Chess. ISBN 1-85744-221-0.
- Emms, J. (1999). The Survival Guide to Rook Endings. Everyman Chess. ISBN 1-85744-235-0. Reissued by Gambit in 2008, ISBN 978-1-904600-94-7
- Emms, J. (2000). The Ultimate Chess Puzzle Book. Gambit Publications. ISBN 1-901983-34-X.
- Emms, J. (2000). Most Amazing Chess Moves of All Time. Gambit Publications. ISBN 1-901983-29-3.
- Emms, J. (2000). Play The Open Games As Black. Gambit Publications. ISBN 1-901983-27-7.
- Emms, J. (2001). Simple Chess. Everyman Chess. ISBN 1-85744-238-5.
- Emms, J. (2002). Sicilian Kan. Everyman Chess. ISBN 1-85744-302-0.
- Emms, J. (2002). Starting Out: The Sicilian. Everyman Chess. ISBN 1-85744-249-0.
- Emms, J. (2003). Play the Najdorf: Scheveningen Style. Everyman Chess. ISBN 1-85744-323-3.
- Emms, J. (2003). Concise Chess. Everyman Chess. ISBN 1-85744-327-6.
- Burgess, Graham, Nunn, John, Emms, J. (2004). The Mammoth Book of the World's Greatest Chess Games, second. Carroll & Graf. ISBN 0-7867-1411-5.
- Emms, J. (2004). More Simple Chess: Moving on from the Basic Principles. Everyman Chess. ISBN 1-85744-343-8.
- Emms, J. (2004). Attacking with 1e4. Everyman Chess. ISBN 1-85744-267-9.
- Emms, J. (2004). Starting Out: The Queen's Indian. Everyman Chess. ISBN 1-85744-363-2.
- Emms, John (2004). The Scandinavian (2nd edition). Everyman Chess. ISBN 1-85744-375-6.
- Emms, J. (2004). Starting Out: Minor Piece Endgames. Everyman Chess. ISBN 1-85744-359-4.
- Emms, J. (2005). Starting Out: King's Indian Attack. Everyman Chess. ISBN 1-85744-394-2.
- Emms, J. (2005). Starting Out: The Scotch Game. Everyman Chess. ISBN 1-85744-387-X.
- Emms, J. (2006). The Survival Guide to Competitive Chess. Everyman Chess. ISBN 1-85744-412-4.
- Emms, J. (2006). Discovering Chess Openings : Building a repertoire from basic principles. Everyman Chess. ISBN 1-85744-419-1.
- Emms, J. (2006). Dangerous Weapons: The Sicilian. Everyman Chess. ISBN 1-85744-423-X.
- Emms, J. (2006). Dangerous Weapons: The Nimzo-Indian. Everyman Chess. ISBN 1-85744-424-8.
- Emms, J. (2007). Eröffnungsreihe "starting out": Sizilianische Geheimnisse. Everyman Chess.
- Emms, J. (2007). The Survival Guide to Competitive Chess: Improve Your Results Now!. Everyman Chess. ISBN 978-1-85744-412-4.
- Emms, J. (2007). Eröffnungsreihe "starting out": Geheimnisse des königsindischen Angriffs. Everyman Chess.
- Wells, Peter, Emms, J., Palliser, Richard (2009). Dangerous Weapons: Anti-Sicilians. Everyman Chess. ISBN 978-1857445855.[6]

## Externe koppelingen
- (en)   Informatie over schaakpartijen van John Emms op ChessGames.com
- (en)   Informatie over schaakpartijen van John Emms op 365chess.com
- (en)  FIDE-ratinggegevens voor John Emms